# 洛斯桑托斯省
洛斯桑托斯省 （Provincia de Los Santos ）是巴拿馬的一個省，位於該國中南部阿蘇埃羅半島上，東臨帕利塔灣，南面太平洋。面積3,805平方公里，2006年估計人口89,426人。首府拉斯塔布拉斯。
下分7縣、80市。